# 伊號第四百一潛艦
“伊-401”号潜艇（日语：いごうだいよんひゃくいちせんすいかん，简称伊401）是一艘大日本帝国海军潜特级（伊-400型）潜艇。该艇能携带三架双座爱知M6A1“晴岚”浮筒式鱼雷轰炸机。该级潜艇被设计和建造用于对巴拿马运河发动突然空袭。直至1965年，潜特级“伊-401”号与其姊妹艇“伊-400”号和“伊-402”号一直都是史上已经服役的最大型潜艇。本舰为伊四百型潛艦的二号艦。

## 设计和描述
伊-400型潜艇装备有4座1,680千瓦特（2,250匹馬力）柴油发动机，所携带的燃料足以环游世界1.5次。该级艇总长122米（400英尺），排水量5,900公噸（6,504短噸），是同期美军潜艇的两倍多。在1965年美国海军弹道导弹潜艇“班杰明·富兰克林”号（SSBN-640）投入使用之前，伊-400型都是有史以来服役的最大潜艇。

伊-400型潜艇的甲板平面图和剖面图

耐压舱体的横截面是一个独特的“8”字形结构，以提供足以支撑位于艇体中部甲板顶端长31（102英尺）、直径3.5（11英尺）的大型圆柱形水密机库重量的强度和稳定性。艇体上方的指挥塔被移动到甲板的一侧以使三架“晴岚”攻击机可以存储在甲板中线附近。艇上搭载的这几架飞机可以从机库前甲板上方的37（120英尺）弹射器发射出去，回收时通过艇上安装的可折叠起重机从水中吊起。

伊-400型潜艇上层建筑装在飞机剖面图

艇上除了三架水上飞机，还在艇艏装备了8具533（21英寸）鱼雷管，存储有20枚九五式鱼雷，机库尾部甲板装有一挺11式140（5.5英寸）炮，三座防水九六式三联装高射炮安装在机库顶部，一座在指挥塔的前方，两座在后方，此外在舰桥尾部还安装有一门单装九六式25毫米高射炮。
伊-400型潜艇装备有一套相当嘈杂的特殊配平系统，可以让其在水下静止不动，等待飞机返回；消磁电缆可以通过消除潜艇的磁场来防止引爆水雷；一座对空搜索雷达、两座空中/水面搜索雷达组和一套雷达预警接收器；以及可以通过吸收或扩散声纳脉冲和抑制来自潜艇内部机械的回响来增加在水下被探测难度的消声涂层。

## 建造和调试
该艇作为第5232号潜艇下单给在吴的吴海军工厂并在1943年4月26日开建。

## 概要
本舰于1945年（昭和20年）1月8日竣工，但此时日本战败几乎已经是定局。尽管如此，在终战前的7月20日，仍然为了对美国海軍機動部隊的泊地烏利西環礁发动进攻而从舞鶴出港，7月23日从大湊出擊。第1潜水隊司令有泉龍之介大佐以指揮官身份搭乘，艦長由南部伸清少佐担任。
据航海日志记载，伊401曾遇到一次暴风雨的袭击，原定与僚艦伊400在中途会合，但并未达成。抵達定位後，原计划同伊400在8月17日发动进攻，但在攻擊開始之前就迎来终战，在当地收到投降命令。艦内成员在自沉和进攻两种选择中激烈讨论，最终由艦長决定返航。由于艦載機需要进行保密而在海上进行了销毁处置。在返航途中的8月29日被美军在海上接收。有泉司令两天后在司令室自杀。然而，有部分资料显示自杀日期为8月29日，乗員204名中没有其他的自杀者。
本舰在落入美军手中进行研究和实验后，1946年5月31日在珍珠港附近沉船处分。
2005年3月，夏威夷大学的研究团队在歐胡島附近海域水下900米的海底发现该舰残骸。

## 艦歷
- 1943年（昭和18年）4月26日佐世保海軍工廠开工建造。
- 1944年（昭和19年）3月11日下水。
- 1945年（昭和20年）1月8日竣工。配属至联合舰队第6艦隊第1潜水隊，在内海进行訓練活动。
  - 4月12日为进行燃料補給而驶往大連的途中，在伊予灘姫島（日语：姫島）灯台海域撞上美国B-29轰炸机投下的水雷，不得不回航吴港进行修理。
  - 6月至七尾湾（日语：七尾湾）进行艦載機起降訓練。
  - 7月23日为进攻烏利西而从大湊出港。出港之后遭陸軍守備隊誤射
  - 8月15日在波纳佩岛南方海面迎来终战的消息，经军官们讨论过后决定返回日本，目的地为大湊（日语：大湊）。
  - 8月29日浮上航行中，在三陸沖遭美军潜艇「塞贡多号（英语：USS Segundo (SS-398)）」发现。
  - 8月30日在试图逃离时因左舷引擎故障造成速度下降，被塞贡多号追上。日出后，被希兰･卡塞迪中校率领6名美军士兵接收。
  - 8月31日在横須賀港入港。
  - 9月15日除籍。
  - 10月回航佐世保。
- 1946年（昭和21年）1月从佐世保出港，驶往美国本土进行技术调查。此后被拖曳往珍珠港。
  - 3月31日在夏威夷近海被作为实体靶舰击沉処分
- 2005年3月17日夏威夷大学的研究团队发现了船体。[21]

## 歴代艦長

### 艤装員長
1. 南部伸清少佐（1944年12月11日-）

### 艦長
1. 南部伸清少佐（1945年1月8日-）

## 同型艦
- 伊四〇〇型潜水艦：

伊400 - 伊401 - 伊402 - 伊403（未成）- 伊404（未成）- 伊405（建造終止）

## 本艦登场的作品

### 纪实作品
- （1983年、星期四特别剧场（日语：木曜スペシャル）、日本電視台系列）[22]
- （國家地理頻道）[23]作品官方主页 （页面存档备份，存于）

### 虚构作品
- 《蒼藍鋼鐵戰艦》（漫画作品 2009年11月 -  少年画報社）[24]
- 《舰队Collection》

## 注脚